# أورلاندو جونز
أورلاندو جونز (بالإنجليزية: Orlando Jones) (و. 1968 – م) هو ممثل تلفزيوني، وممثل أفلام، وممثل، من الولايات المتحدة الأمريكية، ولد في موبيل، ألاباما.

## وصلات خارجية
- أورلاندو جونز على موقع IMDb (الإنجليزية)
- أورلاندو جونز على موقع روتن توميتوز (الإنجليزية)
- أورلاندو جونز على موقع ألو سيني (الفرنسية)
- أورلاندو جونز على موقع ميوزك برينز (الإنجليزية)
- أورلاندو جونز على موقع أول موفي (الإنجليزية)
- أورلاندو جونز على موقع قاعدة بيانات الأفلام السويدية (السويدية)
- أورلاندو جونز على موقع إن إن دي بي (الإنجليزية)
- أورلاندو جونز على موقع ديسكوغز (الإنجليزية)
- أورلاندو جونز على موقع قاعدة بيانات الفيلم (الإنجليزية)
- أورلاندو جونز على موقع كينوبويسك (الروسية)